# Semliki
Semliki – rzeka w środkowej Afryce, na pograniczu Demokratycznej Republiki Konga i Ugandy. Rzeka wypływa z północnej, należącej do Konga części Jeziora Edwarda i płynie w kierunku północnym, po czym skręca na północny wschód, gdzie tworzy fragment granicy kongijsko-ugandyjskiej. Rzeka uchodzi w południowej części Jeziora Alberta.
Rzeka Semliki, licząca 230 km długości, płynie przez utworzoną przez siebie niziną aluwialną wzdłuż masywu Ruwenzori, który opływa od zachodu.